# 巴林文学
巴林拥有深厚的文学传统。大多数传统作家和诗人以古典阿拉伯语风格写作，以这种风格写作的当代诗人包括阿里·沙尔贾维、卡西姆·哈达德、易卜拉欣·阿拉雷德 和艾哈迈德·穆罕默德·哈利法。进入21世纪，受西方文学影响的年轻诗人数量不断增加，他们大多写作自由诗或散文诗，内容常涉及政治或个人主题。
阿里·沙尔贾维是一位备受赞誉的资深诗人，被许多人视为巴林的文学偶像。巴林于1969年成立了的本土写作社团巴林作家协会。

## 历史
2004年8月，前巴林记者阿里·赛义德 的超自然惊悚小说《QuixotiQ》出版，这标志着巴林作家首次无需翻译，直接用英文出版小说。2011年2月，巴林的作家、艺术家和知识分子签署了一份声明，声援埃及革命运动。

### 女性作家
20世纪，诗歌是巴林女性从事的主要文学形式。事实上，据估计，1925年至1985年间，所有巴林诗人中有六分之一是女性。当时著名的女性作家包括伊曼·阿西里、法蒂玛·塔伊通、法蒂亚·阿吉兰、哈姆达·哈米斯 和 法齐娅·辛迪。
在20世纪下半叶，散文以及自由诗在巴林流行起来。然而，直到1969年，女性才终于在自由诗和散文领域崭露头角，其标志是哈姆达·哈米斯出版了诗集《碎片》（شظايا，意为“弹片”），这恰好是哈米斯在诗歌领域的初次尝试。伊曼·阿西里是该国有记录可查的第一位在1960年代末创作并发表散文诗的诗人。

## 文学中的巴林
巴林是古代迪尔蒙文明的所在地，该地在古代史诗《吉尔伽美什》中被提及。传说中，这里也是伊甸园的所在地。巴林是詹姆斯·乔伊斯的作品《芬尼根守灵夜》中的一个背景设定地。露西·考德威尔的获奖小说《相遇之处》也以巴林为背景。

## 作家
- 阿里·阿卜杜拉·哈利法 – 巴林作家联盟创始成员之一，已出版3部诗集。[9]
- 阿里·贾拉维 – 政治诗人和作家。
- 阿里·赛义德  – 著有3本全国畅销、广受好评的书籍，并获得巴林年度杰出图书奖。[10]
- 阿里·沙尔贾维 – 资深诗人和作家，其诗歌已被翻译成多种语言。[2]
- 艾哈迈德·穆罕默德·哈利法 – 生于1930年，创作关于民族主义和浪漫主义的诗歌，共出版五部诗集。[9]
- 阿提亚·贾姆里 - 以其在穆哈拉姆月期间创作的关于伊玛目侯赛因的宗教诗歌而闻名。
- 易卜拉欣·阿拉雷德 – 被誉为巴林最伟大的诗人之一，其诗歌在整个阿拉伯世界广受欢迎。[11]
- 易卜拉欣·本·穆罕默德·哈利法 – 生于19世纪中叶，他是20世纪初巴林著名的诗人，在该国任职的查尔斯·贝尔格雷夫 (Charles Belgrave)曾对他表示赞赏。他在穆哈拉格的马吉利斯（聚会场所）目前被用作文化和研究中心。[12]
- 哈姆达·哈米斯 - 被公认为巴林第一位女诗人，于1969年出版了第一部诗集。
- 卡西姆·哈达德 – 巴林作家联盟负责人，巴林最著名的诗人之一。他以其革命诗歌而声名鹊起。[13]
- M.G. 达维什 - 屡获提名的小说家，创作奇幻通俗小说和系列作品。[14]